# Muntele Tsiafajavona
Tsiafajavona  este al treilea cel mai înalt munte din Madagascar, ridicându-se cu 2.643 m (8.671 ft) deasupra nivelului mării. Este situat în masivul Ankaratra, la o distanță de 16 km (9,9 mi) la vest de Ambatolampy.